# Storia della Russia fino all'VIII secolo d.C.
La Storia della Russia fino all'VIII secolo d.C. è caratterizzata da un numero innumerevole di migrazioni all'interno di quella vastissima porzione di terra che in seguito sarà chiamata Rus' dal nome dato dalle popolazioni locali ai Variaghi che la invasero a partire dal IX - X secolo.

## Preistoria ed antichità

La Grande Bulgaria, (626-650 d.C.)

Già in epoca preistorica è possibile trovare tracce di insediamenti umani. In Crimea, Ucraina e Russia meridionale sono infatti stati rinvenuti innumerevoli Kurgan (sorta di tumuli sepolcrali, secondo la Teoria kurganica da ricollegare con i primi Indoeuropei) che gli storici fanno risalire al periodo neolitico e all'età del bronzo. Durante il I millennio a.C. la Russia meridionale fu abitata dagli Sciti e poi dai Sarmati. Nel III secolo d.C. il territorio corrispondente all'attuale Ucraina venne invaso prima dai Goti e quindi, nel 375, dagli Unni che soggiogarono i precedenti abitatori. Mentre il sud subiva tali invasioni nel settentrione si insediarono tribù di ceppo ugro-finnico, quali i Merja o i Vepsi.

## Alto medioevo

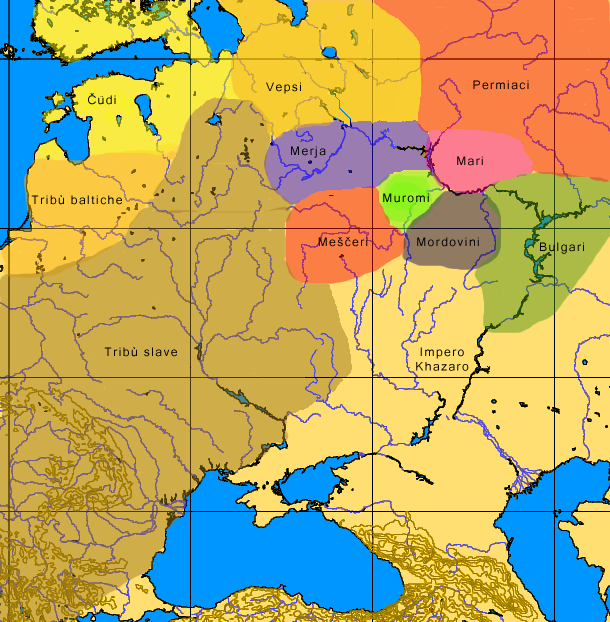
Mappa della Russia nel IX secolo

Gli Slavi penetrarono in Russia solo nel VII secolo, provenienti dai Carpazi, incontrando nella propria migrazione altre entità statali, formatesi sul territorio più o meno recentemente, quali quelle dei Khazari, dei Lituani e dei Bulgari del Volga. Fu tuttavia solo nel IX secolo, quando i primi mercanti vichinghi incominciarono ad affacciarsi con le loro imbarcazioni sui fiumi russi, che iniziarono a porsi le basi per la formazione dei Principati russi, primo fra tutti la Rus' di Kiev.